# Luciano Nequecaur
Luciano Nequecaur (Buenos Aires, Argentina, 19 de julio de 1992) es un futbolista argentino que juega como delantero y su actual equipo es Sport Boys de la Primera División del Perú.

## Trayectoria
Realizó las divisiones inferiores en Lanús, sin embargo, ficha en el 2013 por All Boys club con el que debutaría y descendería de categoría a mediados del 2014.
A inicios del 2015 ficha por Olimpo de Bahía Blanca. Compartió la delantera con el colombiano Miguel Borja.
Para la temporada 2016/17 tendría una buena temporada con Nueva Chicago, anotando 6 goles.

### Huachipato
El 3 de septiembre de 2021 se hizo oficial su llegada a Huachipato.

### Venados
El 4 de enero de 2023 se anuncia su regreso al club Venados FC.
El 6 de diciembre de 2025 es oficializado como nuevo refuerzo de Sport Boys del Callao.

## Estadísticas

### Clubes
| All Boys Argentina | 1.ª                 | 2013-14             | 1   | 0  | 1  | 0 | - | - | 2   | 0  | 0.00 |
| All Boys Argentina | 2.ª                 | 2014                | 5   | 2  | -  | - | - | - | 5   | 2  | 0.40 |
| All Boys Argentina | Total               | Total               | 6   | 2  | 1  | 0 | 0 | 0 | 7   | 2  | 0.29 |
| Olimpo Argentina | 1.ª                 | 2015                | 4   | 0  | -  | - | - | - | 4   | 0  | 0.00 |
| Olimpo Argentina | Total               | Total               | 4   | 0  | 0  | 0 | 0 | 0 | 4   | 0  | 0.00 |
| Stranraer Escocia | 3.ª                 | 2015-16             | 7   | 0  | 1  | 1 | - | - | 8   | 1  | 0.13 |
| Stranraer Escocia | Total               | Total               | 7   | 0  | 1  | 1 | 0 | 0 | 8   | 1  | 0.13 |
| Nueva Chicago Argentina | 2.ª                 | 2016-17             | 24  | 6  | -  | - | - | - | 24  | 6  | 0.25 |
| Nueva Chicago Argentina | Total               | Total               | 24  | 6  | 0  | 0 | 0 | 0 | 24  | 6  | 0.25 |
| Venados · México | 2.ª                 | 2017-18             | 30  | 13 | 3  | 1 | - | - | 33  | 14 | 0.42 |
| Alebrijes · México | 2.ª                 | 2018-19             | 30  | 11 | 2  | 0 | - | - | 32  | 11 | 0.34 |
| Alebrijes · México | Total               | Total               | 30  | 11 | 2  | 0 | 0 | 0 | 32  | 11 | 0.34 |
| Marítimo Portugal | 1.ª                 | 2019-20             | 7   | 0  | 3  | 0 | - | - | 10  | 0  | 0.00 |
| Marítimo Portugal | Total               | Total               | 7   | 0  | 3  | 0 | 0 | 0 | 10  | 0  | 0.00 |
| Danubio · Uruguay | 1.ª                 | 2020-21             | 14  | 2  | -  | - | 5 | 3 | 19  | 5  | 0.26 |
| Danubio · Uruguay | Total               | Total               | 14  | 2  | 0  | 0 | 5 | 3 | 19  | 5  | 0.26 |
| Fénix · Uruguay | 1.ª                 | 2020-21             | 18  | 7  | -  | - | - | - | 18  | 7  | 0.22 |
| Fénix · Uruguay | 1.ª                 | 2021                | 8   | 3  | -  | - | 2 | 0 | 10  | 3  | 0.38 |
| Fénix · Uruguay | Total               | Total               | 26  | 10 | 0  | 0 | 2 | 0 | 28  | 10 | 0.38 |
| Huachipato · Chile | 1.ª                 | 2021                | 15  | 4  | -  | - | - | - | 15  | 4  | 0.27 |
| Huachipato · Chile | 1.ª                 | 2022                | 19  | 5  | 2  | 2 | - | - | 21  | 7  | 0.33 |
| Huachipato · Chile | Total               | Total               | 34  | 9  | 2  | 2 | 0 | 0 | 36  | 11 | 0.30 |
| Venados · México | 2.ª                 | 2023                | 1   | 0  | -  | - | - | - | 1   | 0  | 0.00 |
| Venados · México | 2.ª                 | 2023-24             | 23  | 9  | -  | - | - | - | 23  | 9  | 0.00 |
| Venados · México | Total               | Total               | 54  | 22 | 3  | 1 | 0 | 0 | 57  | 23 | 0.40 |
| Total en su carrera | Total en su carrera | Total en su carrera | 206 | 62 | 12 | 4 | 7 | 3 | 225 | 69 | 0.28 |
| (1) Incluye datos de Copa Argentina, Copa de Escocia, Copa México, Copa de Portugal y Copa Chile. (2) Incluye datos de Copa Sudamericana. (3) No incluye goles en partidos amistosos. |                     |                     |     |    |    |   |   |   |     |    |      |